# Antonio José Fernández de Villalta y Uribe
Antonio José Fernández de Villalta y Uribe, (Torredonjimeno, Jaén, 17 de enero de 1837 - Jaén, 11 de agosto de 1921) fue un político, senador por la provincia de Jaén y abogado español. Descendiente de una antigua familia hidalga asentada en Torredonjimeno descendiente de don Gonzalo de Villalta, caballerizo mayor del emperador Carlos I.

## Biografía
Hijo de Luis María de Villalta y Horno, hidalgo, natural de Torredonjimeno, y de Josefa de Uribe y Jódar, natural de la ciudad de Jaén. Contrajo primeras nupcias con Micaela de Coca y Prado, natural de Bujalance (Córdoba), con la que tuvo una hija llamada María Teresa Fernández de Villalta y Coca, esposa de José del Prado y Palacio, I Marqués del Rincón de San Ildefonso, ministro de Instrucción Pública y Bellas Artes durante el reinado de Alfonso XIII y Alcalde de Madrid. Al enviudar casó en segundas nupcias con su cuñada María de la Concepción de Coca y Prado, con la que no tuvo descendencia.

## Labor política
Respecto a su labor política fue diputado por el distrito de Martos entre 1872 y 1877 y, posteriormente, senador del Reino de España electo por la provincia de Jaén para las legislaturas de 1878-1879, 1884-1885, 1903-1904, 1905-1907, 1907-1908, 1910-1911, 1914-1915, 1916-1917, 1918-1919, 1919-1920 y 1921-1922. El 20 de diciembre de 1890 le fue concedida por la reina regente María Cristina de Habsburgo la gran cruz de la Orden de Isabel la Católica.

## Marqués pontificio
Debido a su labor benefactora con la Iglesia católica, al devolverle varios bienes que fueron desamortizados, el Papa León XIII le impuso el 4 de mayo de 1886 la Cruz “Pro Ecclesia et Pontifice” y le concedió el honor vitalicio, el 20 de diciembre de 1886, del título de Marqués Pontificio de Villalta.